# Palpada fasciata
Palpada fasciata är en tvåvingeart som först beskrevs av Christian Rudolph Wilhelm Wiedemann 1819.  Palpada fasciata ingår i släktet Palpada och familjen blomflugor. Inga underarter finns listade i Catalogue of Life.